# Netscape Communicator
Netscape Communicator foi uma suíte de Internet criada pela Netscape Communications Corporation. Lançado em junho de 1997, o Netscape Communicator 4.0 foi o sucessor do Netscape Navigator 3.x.

## Edições
O Netscape Communicator estava disponível em várias edições, como Profissional e Complete. Os seguintes componentes foram incluídos no Netscape Communicator (diferentes edições tiveram diferentes componentes e alguns componentes foram lançados em edições posteriores):
- Netscape Navigator — Navegador web
- Netscape Messenger — cliente de e-mail e (na versão 4.5 em diante) cliente de notícias
- Netscape Collabra — cliente de notícias (incorporado ao Mail & Newsgroups na versão 4.5)
- Netscape Address Book — catálogo de endereços
- Netscape Composer — Editor HTML
- Netscape Calendar — cliente de calendário empresarial (removido da versão 4.72 porque a licença da Netscape para usar tecnologia de terceiros foi expirada.[1])

Em 1998, uma grande atualização para o programa foi lançada como Netscape 4.5. Isso adicionou grandes melhores, principalmente para o cliente de e-mail Messenger, que agora incluí os recursos do Collabra. Entretanto, alguns dos componentes menos populares, como o Netcaster, foram removidos. Um recurso chamado "Roaming Profiles" foi adicionado na versão 4.5 que sincroniza os favoritos, agenda de endereços e preferências do usuário com um servidor remoto, de modo que o navegador de casa e do trabalho poderiam ter os mesmos favoritos. Até quando a versão 4.5 foi lançada, a Netscape iniciou o projeto de código aberto Mozilla e abandonou o desenvolvimento do Communicator.
O termo Navigator se refere apenas ao navegador, enquanto o Communicator se refere ao conjunto como um todo, conforme estabelecido na versão 4.0. No entanto, devido à confusão do usuário, os nomes eram frequentemente usados como sinônimos. Também, porque nenhum dos aplicativos além Navigator eram populares por conta própria, e porque a Netscape nunca produziu qualquer software de desktop que abordou a popularidade do navegador, as pessoas geralmente se referem tanto ao conjunto Communicator e o navegador Navigator como "Netscape". Para complicar ainda mais o assunto foi o fato de que o comando para iniciar Navigator no Unix foi "netscape".
Em novembro de 2000, o Netscape Communicator foi substituído pelo Netscape 6, um programa totalmente reescritos baseado no Mozilla, ou o que mais tarde veio a ser conhecido como Mozilla Suite. No entanto, pequenas atualizações para o Communicator continuaram a serem lançadas, lançando o Netscape Communicator 4.8 em agosto de 2002.